# Francesco Lomanto
Francesco Lomanto (ur. 12 marca 1962 w Mussomeli) – włoski duchowny katolicki, arcybiskup Syrakuz od 2020.

## Życiorys
Święcenia kapłańskie otrzymał 29 czerwca 1986 i został inkardynowany do diecezji Caltanissetta. Przez wiele lat pracował jako duszpasterz parafialny oraz jako wykładowca Papieskiego Wydziału Teologicznego Sycylii w Palermo. W 2015 został wybrany przełożonym tej uczelni.
24 lipca 2020 papież Franciszek mianował go arcybiskupem Syrakuz. Sakry udzielił mu 24 października 2020 biskup Mario Russotto.